# La figlia del capitano (opera)
La figlia del capitano è un'opera in quattro atti e otto scene di Cezar' Antonovič Kjui, composta tra il 1907 e il 1909. Il libretto venne scritto dal compositore sulla base del romanzo storico omonimo di Aleksandr Sergeevič Puškin. L'opera fu rappresentata per la prima volta il 14 (27) febbraio 1911 al teatro Mariinskij di San Pietroburgo, diretta da Eduard Napravnik.

## Trama
L'azione si svolge in Russia nel 1775.

### Atto I
Scena prima. La casa dei Grinev. Andrej Griven decide di mandare suo figlio diciassettenne Pëtr a fare il soldato, dopo l'addio il giovane lascia la casa paterna con il servitore Savel'ič. Un interludio orchestrale rappresenta il loro viaggio, durante il quale rimangono intrappolati in una tormenta, ma vengono salvati da una guida.
Scena seconda. Giunti ad una locanda, i tre si fermano. La guida e il proprietario della locanda parlano tra loro in un linguaggio in codice. Tutti vanno a letto. Pëtr sogna che suo padre giace sul letto di morte con sua madre e i servitori attorno. Poi scopre che l'uomo a letto non è suo padre, ma la guida, che cerca di benedirlo, poi agita un'ascia creando scompiglio. Il sogno termina al canto di un gallo e i tre si rimettono in viaggio. Pëtr dà il suo cappotto alla guida perché si scaldi.

### Atto II
Scena terza. La piazza e il cortile della casa del comandante della fortezza di Belogorsk. Žarkov sta aiutando Vasilisa Egorovna, mentre passa un gruppo di soldati invalidi. Pëtr, che è già arrivato, legge una poesia d'amore scritta da lui a Švabrin per averne un'opinione. Questo li porta a litigare a riguardo di Maša: si sfidano a duello ed escono per prepararsi ad esso. I soldati invalidi marciano nuovamente. Savel'ič, che ha assistito al duello, raduna le persone. Pëtr viene portato in barella privo di conoscenza a casa del comandante.
Scena quarta. Una stanza nella casa del comandante. Pëtr convalescente giace addormentato. Maša canta per lui: il giovane si sveglia e le chiede di sposarlo, ma la ragazza teme che la sua famiglia non la accetterà: Pëtr la rassicura. Entra Savel'ič con una lettera da Grinev che nega il permesso alle nozze: Maša non può sposare Pëtr senza il consenso dei suoi genitore ed esce. Pëtr promette di convincere suo padre. Entra Mironov, che legge ad alta voce una lettera del generale: Pugačëv ha saccheggiato molte fortezze e deve essere annientato. Mironov racconta che un'altra fortezza è stata presa e decide che Maša deve essere mandata via per la sua sicurezza. Tutti i presenti si uniscono in un solenne giuramento di non arrendersi.

### Atto III
Scena quinta. La fortezza di Belogorsk. Sono in atto i preparativi per l'attacco imminente e Mironov si congeda da sua moglie. Gli insorti attaccano la fortezza e la prendono: entra in scena Pugačëv. Mironov e Žarkov vengono impiccati fuori scena. Pugačëv riconosce Pëtr e decide di risparmiarlo. Sebbene tutti lo implorino di farlo, Pëtr si rifiuta di baciare la mano a Pugačëv. Entra in scena Vasilisa, che piange per suo marito, e viene portata fuori per essere uccisa. Pugačëv accoglie Pëtr. Uomini e donne ballano mentre Čumakov intona un canto. Si scopre che Pugačëv era la guida a cui Pëtr aveva dato il cappotto. Comunque il giovane rifiuta di tradire e se ne va. Pugačëv rimasto solo medita sul suo destino.
Scena sesta. Una stanza nella casa del comandante. Maša, chiusa in camera è ora un'orfana. Švabrin entra e la implora di sposarlo. La ragazza rifiuta ed egli esce, ma fuori incontra Pugačëv e Pëtr. Si inventa la storia che Maša è chiusa in camera perché è malata, e che i due sono sposati, ma lei rivela la verità e Pugačëv la lascia libera. Pëtr è grato a Pugačëv, e gli chiede di lasciarlo andare con Maša: egli acconsente e ordina a Švabrin di dare loro un lasciapassare e li saluta. Lasciati soli, i due innamorati decidono cosa fare: andranno a casa dei genitori di Pëtr, che saranno onorati di accogliere la figlia del valoroso capitano Mironov.

### Atto IV
Scena settima. La casa dei Grinev. Maša ora vive lì, ma Pëtr è stato arrestato. La ragazza spiega ai suoi genitori che è finito nei guai solo perché stava cercando di proteggerla, pertanto andrà a Carskoe Selo per tentare di intercedere per lui presso persone influenti. I genitori di Pëtr la benedicono.
Scena ottava. Una sala del palazzo imperiale di San Pietroburgo. I cortigiani cantano le lodi dell'Imperatrice, che fa il suo ingresso e annuncia che Pugačëv è stato catturato. Maša entra con la famiglia Grinev. L'Imperatrice accoglie la richiesta di Maša perdonando Pëtr e benedice la loro futura vita insieme, mentre i cortigiani riprendono l'elogio della sovrana.